# 내 이름 묻지마세요
내 이름 묻지마세요는 조선민주주의인민공화국의 노래이다.
작곡은 리정술이, 작사는 황진영이 맡았다. 1990년 보천보전자악단에서 발매한 곡이다. 이후 왕재산경음악단 등 북한에 본거지를 둔 다른 음악 단체에서 다양한 버전의 노래를 연주했다. 이 노래는 꽤 인기가 있으며 북한 라디오 방송국과 TV 프로그램에서 자주 재생된다. 이 노래는 일반적으로 여성이 부르며 듣는 사람으로 하여금 자신의 이름을 신경쓰지 말고 조선로동당의 이름과 부강조국 건설을 위해 분투하는 모든 로동자들의 이름을 기억할 것을 당부한다.